# Claire Allan
Claire Allan (7 de maio de 1985) é uma jogadora de rugby sevens britânica.

## Carreira
Allan integrou o elenco da Seleção Britânica Feminina de Rugbi de Sevens nos Jogos Olímpicos Rio 2016, que foi quarta colocada.